# Senyoria de Mae Hong Son
La senyoria de Mae Hong Son fou una senyoria creada el 1874 depenent del regne de Chiang Mai. Els seus caps o senyors portaven el títol de Partasakti. El 1892 va passar a formar part administrativament de Tailàndia. El senyor local va subsistir amb certs poders cerimonials locals fins al 1941.

## Partasaktis
- 1874 - 1884 Phaya Singhanat Racha (Chankale) (d. 1884)
- 1884 - 1891 Chao Nang Mia (d. 1891)
- 1891 - 1905 Phaya Phithak Sayam Khet (Pu Khun Tho)
- 1905 - 1941 Phaya Phisan Hong Son Buri (Khun Lu)